# 852. grenadirski polk (Wehrmacht)
852. grenadirski polk (izvirno nemško 852. Grenadier-Regiment; kratica 852. GR) je bil pehotni polk Heera v času druge svetovne vojne.

## Zgodovina
Polk je bil ustanovljen 25. novembra 1942 za potrebe 343. pehotne divizije.
Polk je bil septembra 1944 zajet v Brestu.